# Fandom SF
Un fandom SF  este o subcultură ai cărei membri sunt legați de pasiunea comună pentru științifico fantastic.

## Istorie și origine
Fandomul science fiction a început prin intermediul rubricii de scrisori din revistele de ficțiune ale lui Hugo Gernsback. Fanii nu numai că au scris comentarii despre povestiri - ei au trimis și adresele lor, iar Gernsback le-a publicat. În curând, fanii își scriau scrisori unii altora și se întâlneau în persoană atunci când trăiau în apropiere unul de altul sau când puteau călători. În New York City, David Lasser, editorul lui Gernsback, a sprijinit nașterea unui mic club local numit Scienceers, care și-a organizat prima întâlnire într-un apartament din Harlem la 11 decembrie 1929. Aproape toți membrii erau băieți adolescenți.

## În România
1969-1972 reprezintă prima perioadă a fandomului românesc. În această perioadă, în România comunistă, apar primul cenaclu SF de amatori (25 iulie 1969, la Tehnic-Club, „Cenaclul S.F. de pe lângă clubul MM”), prima convenție SF, primul fanzin SF (Solaris, 1972), prima culegere a unui cenaclu de povestiri SF (Povestiri științifico-fantastice, povestiri adunate de editorii Gheorghe Baltă, Doru Treta și Marcel Luca, cenaclul H.G. Wells, Timișoara, mai 1972), etc.

## Vezi și
- Fanzin
- Hugo Gernsback
- James White (scriitor)
- Walt Willis